# Joseph De Grauw
Joseph Edmond De Grauw, né à Bruxelles, le 23 mars 1907 et y décédé le 20 décembre 1992 fut un homme politique belge libéral.
Il fut licencié en sciences économiques; journaliste; administrateur de sociétés.
Il fut élu conseiller communal de Bruxelles, sénateur de l'arrondissement de Bruxelles (1958-1971),,.

## Sources
- Liberaal Archief